# Herba dels leprosos
Veronica officinalis és una planta de la família de les plantaginàcies, que popularment és coneguda com a herba dels leprosos, herba dels llebrosos, te de muntanya, verònica o verònica oficinal.
Es tracta d'una planta molt coneguda per Europa i per la varietat d'aplicacions que se li ha donat des de fa molts anys.
El seu nom científic complet és Veronica officinalis L. Sp. Pl.1:11 1753.

## Etimologia
Es creu que el nom d'aquesta planta deriva de certa espècie molt coneguda antigament, anomenada betònica, que per degeneració ha arribat a verònica.
A l'època dels romans es creia que la betònica era una cura per a més de quaranta malalties diferents, i a l'edat mitjana es creia que protegia dels mals esperits.
El nom que se li ha donat d'herba dels leprosos, sembla tenir la seva història en un rei de França que suposadament va ser curat de la lepra per aquesta planta.

## Ecologia
L'herba dels leprosos o verònica es troba a les praderes de tot Europa, i també és plantada a regions fredes de Nord i Sud Amèrica, i al nord d'Àfrica.
A la península, apareix principalment en zones de muntanya de la zona nord, i la seva concentració va augmentant a mesura que ens acostem a la zona pirinenca. A Catalunya concretament, es troba al nord, exclusivament a la zona dels Pirineus.
Creix principalment a boscs caducifolis, poc espessos, sobre sòls àcids o descalcificats i brolles silicícoles humides.

## Descripció
És una planta perenne, ramificada, de 10 a 40 cm de llargada, amb tija ascendent i pubescent en tota la seva longitud. Les fulles són oposades (tot i que les fulles superiors són ordinàriament esparses), distribuïdes regularment sobre la tija i amb un pecíol curt. Són fulles el·líptiques o ovades, amb mesures de 15 a 50 mm i amb marge finalment serrat. També es caracteritzen per presentar una lleugera pilositat i per la seva consistència carnosa.
Les flors apareixen en raïms axil·lars que contenen entre 15 i 25 flors pedicelades que mesuren de 3 a 6 cm. El calze, de 2 a 3 mm, té 4 sèpals lanceolats i pilosos. La corol·la és rotàcia o campanulada, no bilabiada, amb 4 segments desiguals i més llargs que el tub. Presenta 4 pètals lleugerament soldats a la base, de color blau clar, lila o rosats, amb nervació fosca, tot i que es poden trobar de blanques amb nervació rosada. L'Androceu està format per dos estams fèrtils sense estaminodis, i el gineceu per un ovari súper de 2,5 a 3,5 mm.
El fruit és en càpsula, de petites dimensions (3-5 x 4-5 mm), amb forma de triangle invertit.
La forma vital de l'herba dels leprosos és en camèfit, i la planta floreix entre el maig i l'agost.

## Farmacologia

### Part utilitzada
La part utilitzada d'aquesta planta són les parts aèrees de la planta sencera (és a dir, la part visible de la planta).

### Composició química
- Heteròsids
- Flavonoides
- Tanins
- Manitol
- Principis amargs
- Àcids fenòlics: caféic i clorogènic
- Saponòsids triterpènics
- Fitoesterols: beta-sitoesterol
- Traces d'oli essencial.

### Accions farmacològiques i propietats
El principi amarg li confereix propietats aperitives i digestives; els tanins, propietats astringents; els saponòsids propietats balsàmiques.
Les propietats com a antiinflamatori i antial·lèrgic són proporcionades pels heteròsids.
També és sedant, antiulcerosa, antimicrobiana (per bacteris Klebsiella pneumoniae i Staphylococcus aureus) i antifúngic (pel fong Candida albicans).
Popularment es considera depurativa.

### Usos medicinals
L'herba dels leprosos s'utilitza per calmar algunes patologies de l'aparell digestiu. S'usa com a estimulant de la gana i per tractar algunes afeccions com dispèpsies hiposecretores, gastritis, úlcera gastroduodenal, flatulència i diarrea.
Quant al sistema respiratori, s'usa per al tractament de la bronquitis, l'enfisema, l'asma, la faringitis i la tos (ja que té propietats antitussígenes i bèquiques).
En ús tòpic és utilitzada com a calmant de la picor, per rentar ferides i èczemes, per a úlceres cutànees, aftes, dermatomicosis, vulvovaginitis, reumatisme i gota.
També s'usa com a suavitzant de la pell resseca pel fred.

## Recol·lecció
Amb finalitats medicinals es recol·lecta la planta durant la floració (que cal recordar que és entre el maig i l'agost). Per a la recol·lecció, es tallen a mà les parts superiors de la tija i es deixen a assecar a l'ombra a un lloc amb bona ventilació. Si l'operació s'ha efectuat correctament, les flors no han de caure de les tiges, i les fulles no han d'enfosquir-se. Les parts seques es guarden a recipients hermètics o bossetes ben tancades, però preservades de la pols i la humitat.

## Forma d'utilització
La planta es pot utilitzar com a infusió, fresca o com a líquids per a ús tòpic
Per a fer la infusió, s'agafen 5 grams de la planta sencera dessecada i se li afegeixen 250 ml d'aigua bullida, i es deixa en contacte durant uns 12 minuts.
D'aquest preparat es prenen unes 3 tasses al dia, i s'aconsegueixen efectes estimulants de la gana, es milloren les digestions pesades i es resolen lleus casos d'asma i bronquitis.
Per a utilitzar la planta fresca, s'extreu un fluid del qual es prenen 10 grams fins a 3 vegades al dia. Els efectes que s'aconsegueixen són similars als anteriors.
Per a ús tòpic, s'agafen 40 grams de la planta sencera dessecada i es barregen amb 1 litre d'aigua, mantenint una ebullició durant 10 minuts. Amb el líquid que s'obté, s'empapen compreses que s'apliquen directament sobre aftes, ferides o úlceres.

## Curiositats
A països del nord d'Europa, la infusió de verònica s'usa com a substitutiu del te, pel seu efecte tonificant natural i sense efectes nocius.